# Camponotus branneri
Camponotus branneri é uma espécie de inseto do gênero Camponotus, pertencente à família Formicidae.